# Igor Cigolla
Igor Cigolla (* 17. August 1963 in Cavalese) ist ein ehemaliger italienischer Skirennläufer. Mitte der 1980er Jahre war er kurzzeitig hinter Michael Mair und Danilo Sbardellotto einer der stärksten Abfahrer seines Landes.
Cigolla holte im Januar 1986 mit einem zwölften Platz beim legendären Hahnenkammrennen in Kitzbühel seine ersten Punkte im Weltcup. Im Lauf seiner Karriere konnte er sich bei Weltcuprennen insgesamt fünf Mal unter den besten Zehn platzieren. Das beste Resultat erreichte er im Januar 1988 im schweizerischen Leukerbad mit Rang 3. Vier Wochen später konnte er bei den Olympischen Winterspielen in Calgary diese Leistung nicht bestätigen. In der Abfahrt belegte er nur Platz 31, in der Kombinationsabfahrt wurde er 21. und trat dann zum Kombinationsslalom nicht mehr an.
Heute arbeitet Cigolla als Koordinator im Bereich Wintersport für die Sportgruppe der italienischen Polizia di Stato.